# プティクーディアクの戦い
プティクーディアクの戦い（仏 Bataille de Petitcoudiac、英 Battle of Petitcodiac）は、フレンチ・インディアン戦争の戦闘である。イギリス植民地軍と、フランス人士官シャルル・デシャン・ド・ボワシェベール・エ・ド・ラフェトに率いられたアカディア反乱軍とが、1755年9月4日に、プティコディアック川（プティクーディアク川）に面したヴィヤージュ・デ・ブランシャール（現在のカナダのニューブランズウィック州ヒルズボロ）で交戦した。

## 概要

### ボーセジュール攻略後

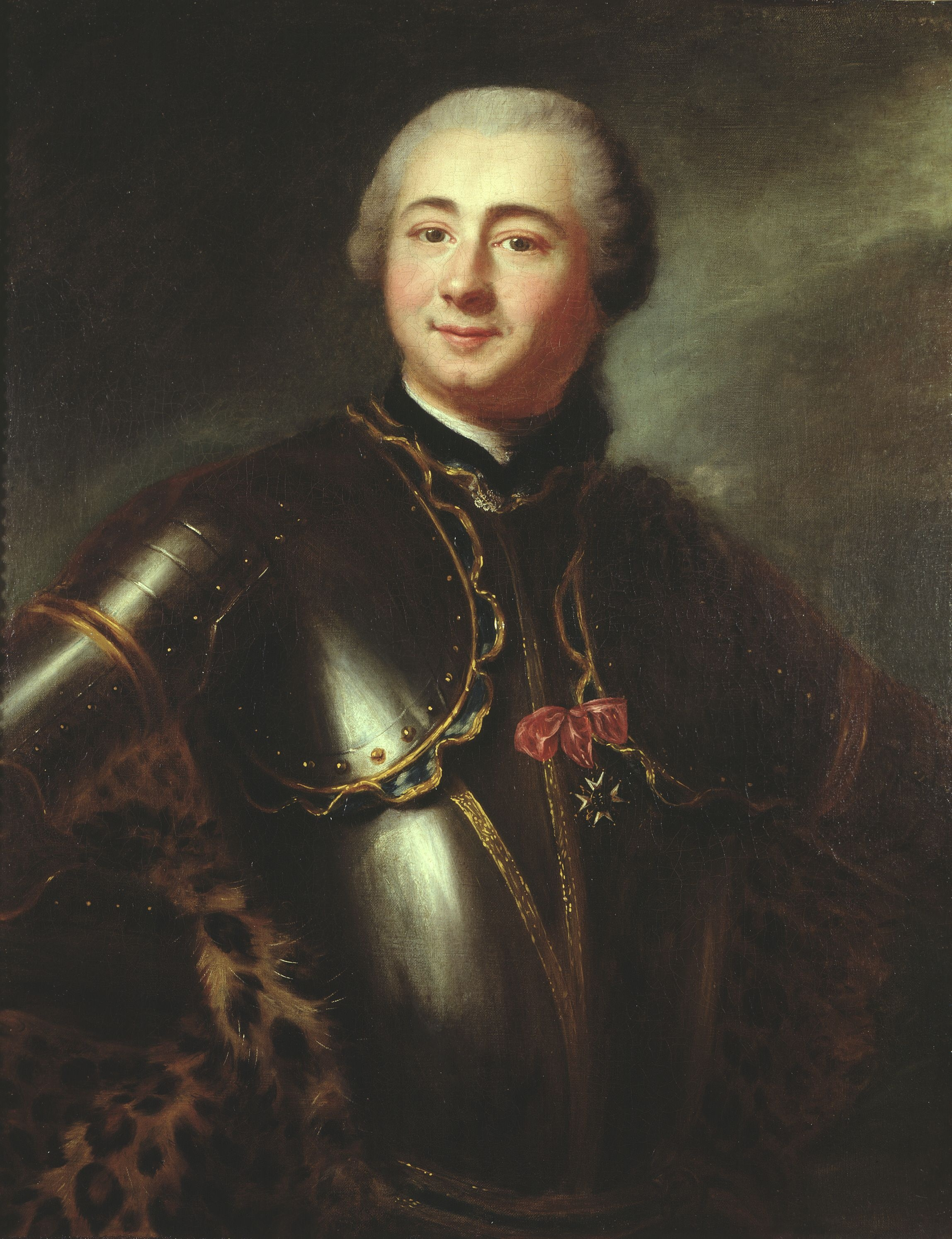
シャルル・デシャン・ド・ボワシェベール・エ・ド・ラフェト

1755年6月16日、ボーセジュール砦の攻略ののち、ノバスコシア総督チャールズ・ローレンスの命令のもと、イギリス軍はアカディア人の追放作戦に出た。指揮官の大佐ロバート・モンクトンは、多くのアカディア人の村や、民兵に奇襲をかけた。一方で、アカディア側の指揮官ボワシェベールは、攻略後姿をくらましていた。モンクトンは、ボワシェベールが、ニューブランズウィックのどこかにいることは気づいていた。ボーセジュールの攻略で、指揮官のルイ・デュ・ポン・デュシャンボン・ド・ヴェルゴが降伏したものの、この攻略でニューブランズウィックすべてが降伏したわけではなく、イギリス軍を撃退する機会はいくらでもあった。
攻略の後、モンクトンは、セントジョン川の河口のポワント・サンタンヌ（現フレデリクトン）を守っていたボワシェベールを立ち退かせるため艦隊を送った。守りきれないと悟ったボワシェベールは砦を壊した。イギリス軍が、プティクーディアク川への遠征を計画しているという情報を受け取ったボワシェベールは、シプディ（現シェポディ）に急いだ。フランス本国からも、ルイブールからも、そしてケベックからも、今後のアカディアに関して命令らしきものは来なかったが、ボワシェベールは、対イギリス同盟のため、個人的な人脈も活用して先住民とも接触を図り120人のアカディア人、先住民マリシートとミクマクとともにゲリラ軍を結成した。反乱軍のリーダーとなったボワシェベールは、ミラミシ川の河谷を拠点に、アカディア人をイギリス軍からのがれさせ、ケベックに送るための手助けをした。
ファンディ湾方面作戦が行われていた8月28日、モンクトンは少佐のジョセフ・フライと200人の民兵の遠征軍を、かつてはボーセジュール砦だったカンバーランド砦から、2隻の武装したスループに乗せ、プティクーディアク川に面したアカディア人の入植地を根絶やしにするよう命令を出した。シプディの建物に火を放った後、遠征軍は川を前進し、集落に火をつけ、道すがら村人を捕虜として拘留した。

### 戦闘
9月2日、遠征軍がヴィヤージュ・デ・ブランシャールの内外に火を放ち、集落地根絶の作戦を開始した。本隊はプティコディアック川の東岸にいて、50人から60人ほどの、ジョン・インディコット率いる分遣隊が西岸にいた。 彼らが教会に火を付けた時、ボワシェベールと80人の兵とあるため、が攻撃を仕掛けた。イギリス軍は堤防の陰に引き揚げ、フライが残った兵と上陸して指揮を執った時は、かなり動転していた。3時間に及ぶ激戦の後、フライは結局兵たちをせきたててボートに乗せ、退却した。イギリス軍の戦死者は22人、負傷者は6人だった。

### 難民キャンプ

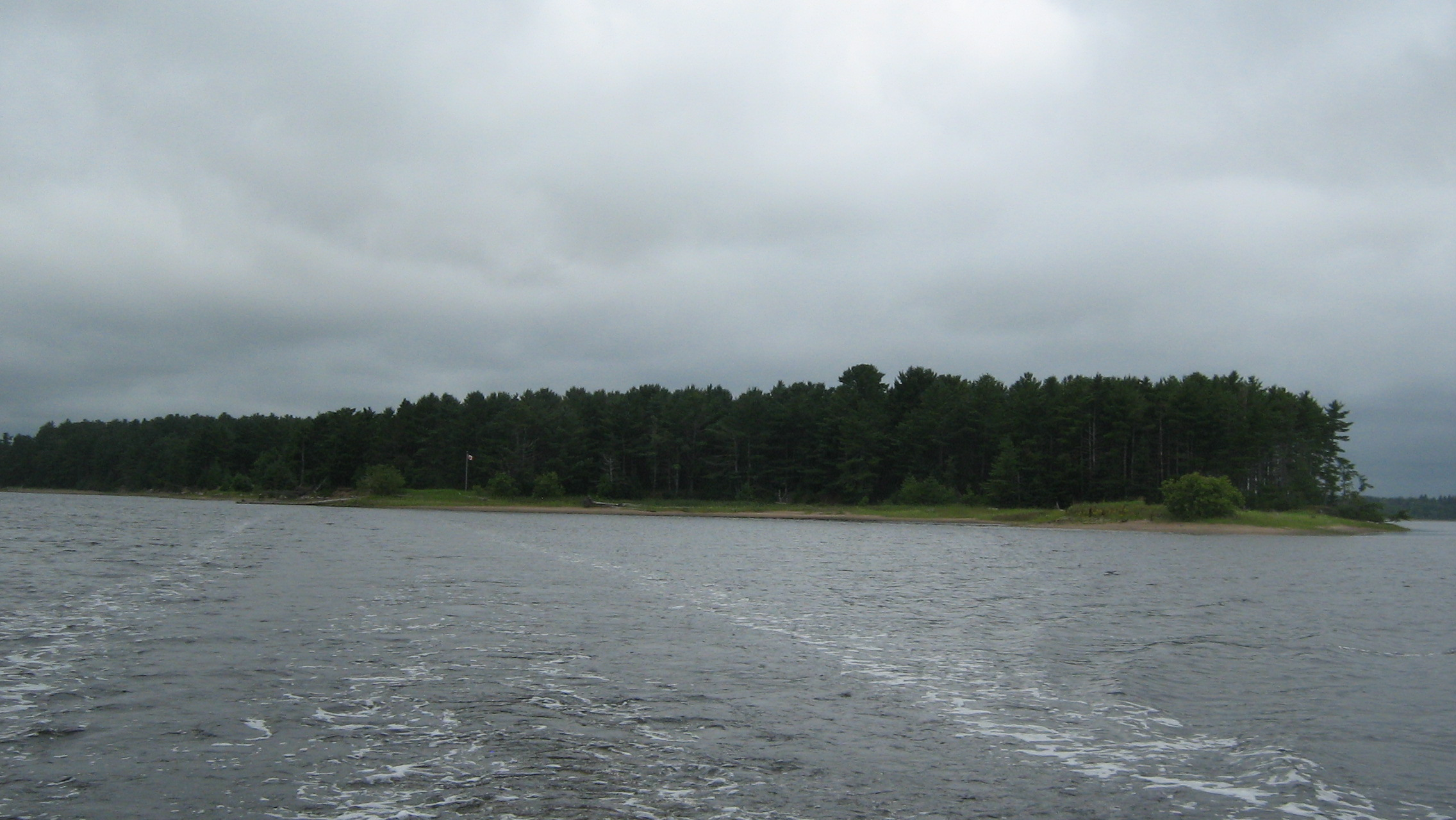
ボーベアール島

イギリスにとっては手痛い敗戦だった。フランソワ・ル・グェルヌ修道院長によれば、この戦いは「ボーセジュールのすべての大砲よりもイギリス軍を震え上がらせた」反乱軍の多くにとっては、初めての戦闘体験であった。
この戦いはアカディア人にとって初めて見えた希望だった、ボワシェベールはアカディア人家族30人を救出し、農作物と備蓄食糧とが賄えるほどの畑もいくつか確保した。ラフェトは「カン・ド・レスペランス」（Camp de l’Espérance、「希望のキャンプ」）として知られる、アカディア難民のキャンプをボワシェベール島（現ニューブランズウィック州ミラミシのボーベアーズ島）に作った。シャルール湾とレスティグーシュ川にもキャンプがあり、そこには、アカディア人たちはどうにか自分たちでたどり着いた。レスティグーシュ川の難民キャンプは、プティ・ロシェル（現ケベック州ポワント＝ア＝ラ＝クロワ）にあった。ここは、今のニューブランズウィック州キャンベルトンの近くである。